# ビンディング

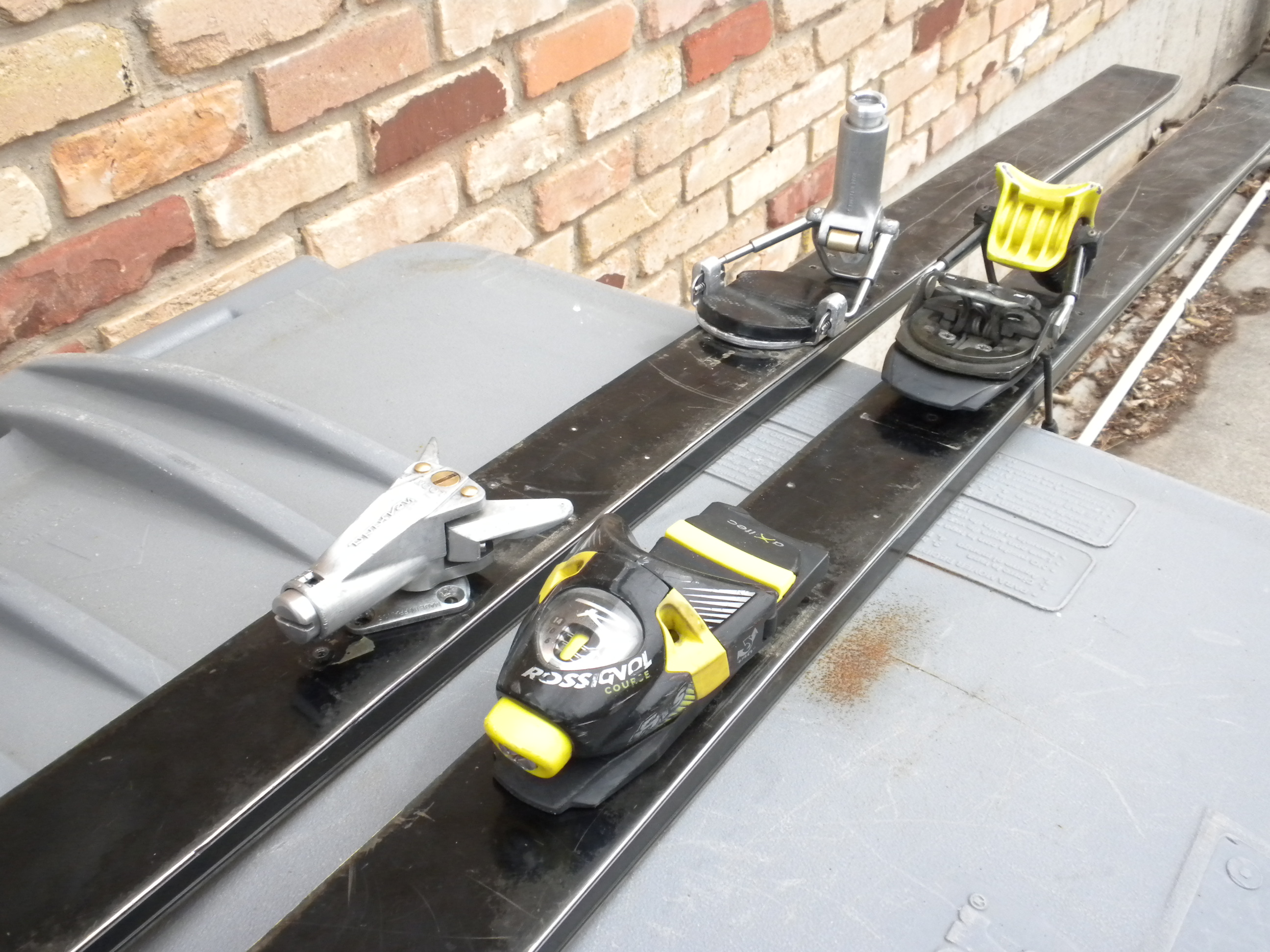
スキービンディングの30年。左は60年代、右は90年代のもの。

ビンディング（独: Bindung ビンドゥンクと、英: binding バインディングによる転訛）とは、滑走・走行するスポーツ用具に靴を接続するための器具。一般的には靴をしっかりと固定することで、その走行具の操作性を高める。アルペンスキーやロードバイクのものには、転倒時や衝突時のけがを最小限にするために、無理な力が加わると靴を解放する機構が備わっている。
着脱機能、振動吸収性や剛性、嵩上げなどを目的として、プレートを利用するものもある。

## セーフティービンディング
アルペンスキーで、滑走中の転倒などによるけがを防ぐためスキーブーツから一定以上の力が加わるとブーツが外れる機構が、セイフティビンディングである。

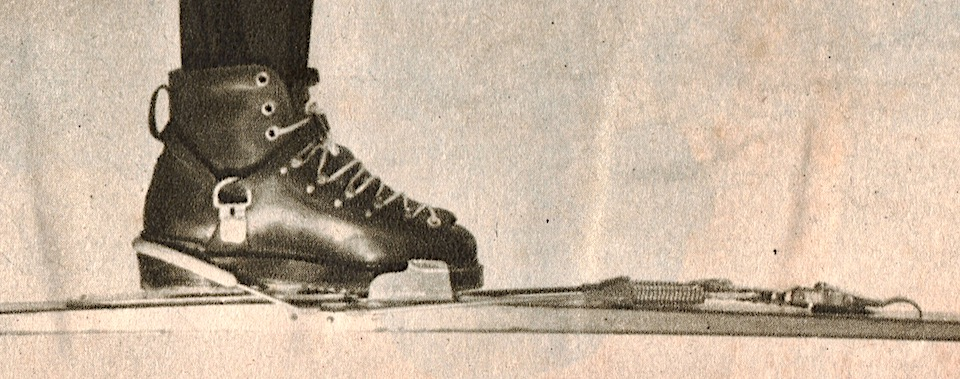
1950年代のカンダハー式のケーブルビンディング

1930年代半ばまでのビンディングの改良によりスキーの操作性は向上したが、脚がスキー板に固く接続されていたため、けがが実際の問題となっていた。1937年にヤルマル・ヴァム(英語版)がセーフティービンディングを発明し、50年代後半までにアメリカの市場には30を超える異なるブランドが存在するまでになった。そのほとんどがヒールには通常のカンダハー式のケーブルを使用していたが、60年代以降ヒールとトウの両方で機能するセーフティービンディングが一般的になった。
山岳スキーでは登行時にかかとが上がることが求められるため、リリース機構がついていない、あるいはトーピースのみにリリース機構がついたものが長年用いられてきたが、2000年ごろから、ゲレンデスキーにおけるカービングスキーの流行やそれに伴う滑走速度高速化の需要から、トーピースとヒールピースの両方にリリース機構を有する、ゲレンデスキー用のセイフティビンディングと安全性において匹敵するような山岳スキー用ビンディングも普及するようになった。
スノーボードの場合、転倒時の脚への負荷の違いを考慮して、セイフティビンディングでないものが用いられている。

### 流れ止め

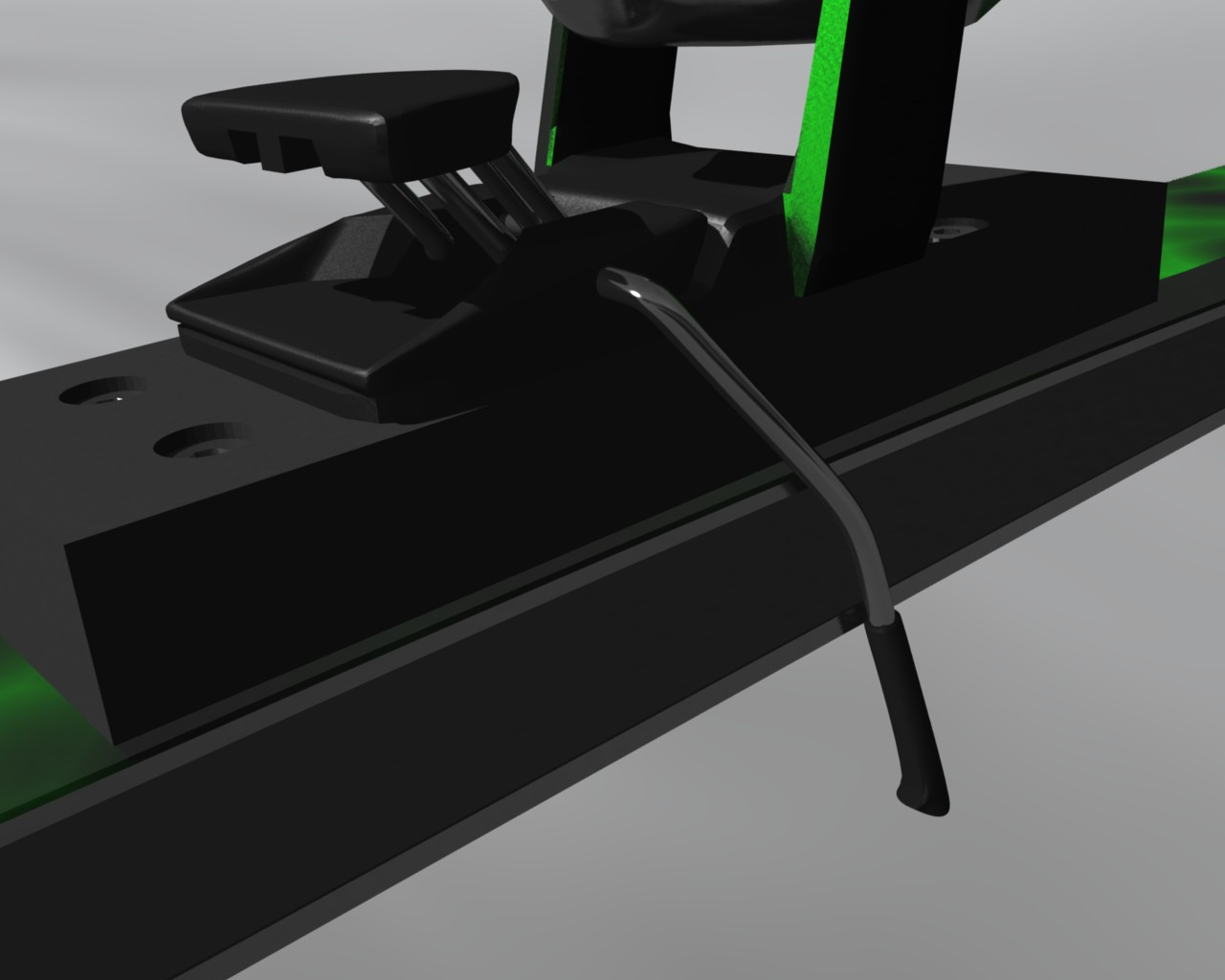
ビンディング解放時のスキーブレーキ

スキーのセイフティビンディングには、解放時にスキー板が流れるのを防止するためのスキーブレーキがヒールピースに備えられている。また国際スキー連盟（FIS）におけるアルペン競技用ビンディングにはスキーブレーキの装着が義務となっている。スキーブレーキを備えていない場合は流れ止め（リーシュコードとも）と呼ばれる長いひもで身体とビンディングを繋留し、外れたスキー板が流れ続けないようにする。山岳スキーやバックカントリースキーの場合は転倒時に外れたスキー板を紛失したり回収が困難になったりするため、スキー板の回収を容易にする目的と遭難防止の点から、以前よりスキーブレーキを備えたスキー板でも流れ止めを使う山岳スキーヤーは多く、かつ命を守るための必須アイテムとなっている。

### S-B-Bシステム
S-B-Bシステムとは、S（スキー）-B（ビンディング）-B（ブーツ）システムの事で、安全性やブーツの互換性のため、ブーツのコバ高や、個々のビンディングで設定する解放強度に対応する解放力や解放モーメント、スキーヤーにとって適切な解放強度の算出に関連した規格である。先行して規格化を行ったDINになぞらえてDIN規格と呼ぶことが多いが、現在はISOで規格化されているものを各メーカーとも用いている。
解放調整値の算出は身長・体重・年齢・ブーツソール長・スキーヤータイプ（技量）の情報により、「国際規格 ISO 10088：スキー・ビンディング・ブーツ（S-B-B）システムの組み立て・調整」に準拠して行わなければならない。なお、このISO規格は日本でも1997年にJIS化し、「JIS S 7028」としている。
ISOおよびJISにより制定される以前は、ビンディングの調整はスキーショップ以外でも「外れやすいから」という理由で自分で調節するケースもあったが、適切ではないビンディングの調整は必要時に解放されなくて事故となりやすい事と、現在はスキーショップにおいての取り付け・調整作業は「加工」という概念にあたるためにPL法の対象となる事もあり、規格に準拠して、上記の情報を基に適正な解放調整値にしてもらう事が、事故を防ぐという点でも必要である。

## プレート
ビンディングの機能を補完するために、プレートを用いるものがある。スキーでは、ビンディングとスキー板の間、もしくはスキーブーツのソールに取り付けられる。材質はステンレスやアルミニウム合金などの金属、プラスチック、あるいは木材など。
1960年代のセーフティービンディングの問題点の一つは、ブーツが規格化されていないことだった。それを解決するため、着脱式の金属製プレートをブーツのソールに装着し、そのプレートをビンディングに固定するプレートビンディングが導入された。プレートビンディングは70年代のアメリカで人気となったが、ヨーロッパでは全く火がつかなかった。アルペンスキー市場をヨーロッパの企業が押さえるようになるにつれ、その高い安全性にもかかわらずプレートビンディングは姿を消していった。

### カービングスキーによる再発見
スキーにおいてプレートの有効性が再認識されたのは、1990年代である。高速系競技では雪面の細かい凸凹とスキー板がぶつかったときの細かい振動がスキーヤーに返ってくることがあり、それはスキーヤーの操作ミスを引き起こして事故や速度低下の要因となる。そのような滑走に有害な振動を低減させる工夫のひとつとして、板に金属製プレートを固定し、その上にビンディングを取り付けることが考案された。この時点でのプレートはもっぱら本格的な競技スキーヤーのみのためのものであった。
しかし、ほどなくして、プレートの高さと硬さがカービングターンにとって有効であることが見出された。その有効性のひとつは雪面とスキーブーツの接触抑止である。ブーツの側面が雪面とぶつかることは、減速要素となるとともにスキー操作を誤らせる要因ともなるが、プレートを利用するとスキーブーツが雪面から遠くなり接触を防ぐことができ、脚はターン内側へより大きく傾けることができるようになる。もうひとつの有効性は、てこの原理により雪面に板を食い込ませやすくなることである。硬い雪面にスキー板を食い込ませようとした場合、力点となるスキーヤーの足裏がエッジから遠くなるほど、大きい力をかけることができるようになる。こうした知見とカービングスキーの一般化に伴って、プレートの利用も一般スキーヤーにまで広がることになった。一方、プレートを高くし過ぎることは、転倒や操作ミスの際に本来とは異なる場所を支点とするてこの応力がスキーヤーの脚にかかることにもつながり、実際に事故も起きている。そのため、現在ではアルペン競技でのプレートの高さについて、雪面からの高さで制限を設けている。
プレートはハードブーツのスノーボードにおいても使用されている。プレートの利用によりカービングターンがはるかに容易となるのは、スキーと同様である。
技術系競技用のプレートや高速滑走用以外の一般スキーヤー、スノーボーダー向けのプレートには、求められる柔軟性や重要性が異なり、重い金属製ではなく、軽いプラスチック製、あるいは複数の素材を複合したプレートが用いられる。また、エクストリーム・カービング(英語版)のような、カービングターンのみを目的とした滑走では、高さを稼ぐことを主眼として木製のプレートが使われることもあった。これは、加工や成型が容易であり小規模な企業や個人でも製作が可能であったからである。
プレートとスキー板の固定方法は多様で、前後2ヶ所で固定する場合、中央あるいは前後のいずれか1ヶ所のみを固定する場合、前後のビンディング付近のみにプレートを付ける場合などがあり、さらに2ヶ所固定の場合でも、片方は完全な固定ではなくスキー板のたわみにあわせて可動するものもある。これらの取り付け方法は、スキー板のたわみを阻害しないためのさまざまな工夫において行われている。
プレートの利用が一般化するにつれて、スキー板の各メーカーも設計段階からプレートの利用を前提とした設計をし、プレートを取り付けた状態でスキー板を販売するようになった。これには、プレートが完全にスキー板と一体となっている場合も含む。こうした一体販売は、技術的な長所の追求とともに、スキー板メーカー以外のサードパーティのプレートを買わせない、という販売戦略の面も伴う。
なお、次の場合ではあえてスキー板にプレートを付けないケースがある。
- モーグル競技

滑走中、てこの原理の活用の裏返しとして、ターンに必要な脚の動作が大きくなる事から、早い切り返しを多用した細かいターンが要求されるモーグル競技に不向きであるため。
- 山岳スキー
  1. 登攀時など少しでも荷物を軽くしたい状況においては、プレートによって重量が増える事が不利となるのが最も重要な理由。
  2. ファットスキーなど幅広のスキー板で滑走する場合、すでにスキー板の幅がスキーブーツの幅よりも広くなっていればプレートが無くても雪面とスキーブーツが接触しないため、プレート装着が敬遠される。
  3. 柔らかい雪が多いゲレンデ外（オフピステ）の斜面を滑る事が多いので、エッジよりもスキー自体のたわみ（特にロッカーやツインロッカーとなっている板）でターンする事が有効とされ[6]、プレートによるてこの原理の効果が得られにくい。上記2に通じるが、柔らかい雪の滑走下ではプレートによるスキーブーツと雪面との接触防止効果も得られにくいゆえに、このケースでもプレートの意味を持たない。
- アルペン競技

アルペン競技についてはFISやSAJによる規定があり、2019/20シーズンのものでスキー板+プレート+ビンディングの厚さ合計が50mm以下と定められている。そのため、ビンディングによってすでに高さが付いて、プレートを付けると厚さ制限を超えてしまう場合では取り付けない事がある。
- そのほか、一般のスキーでも、プレートが導入される以前からのスキー歴が長いスキーヤーの場合、プレートを付ける事による滑走感覚の変化を嫌って取り付けない事がある。

## スキー・スノーボード用
カンダハー・サロモン・ルック・チロリア・マーカーなど、さまざまなメーカーがある。

### アルペンスキー

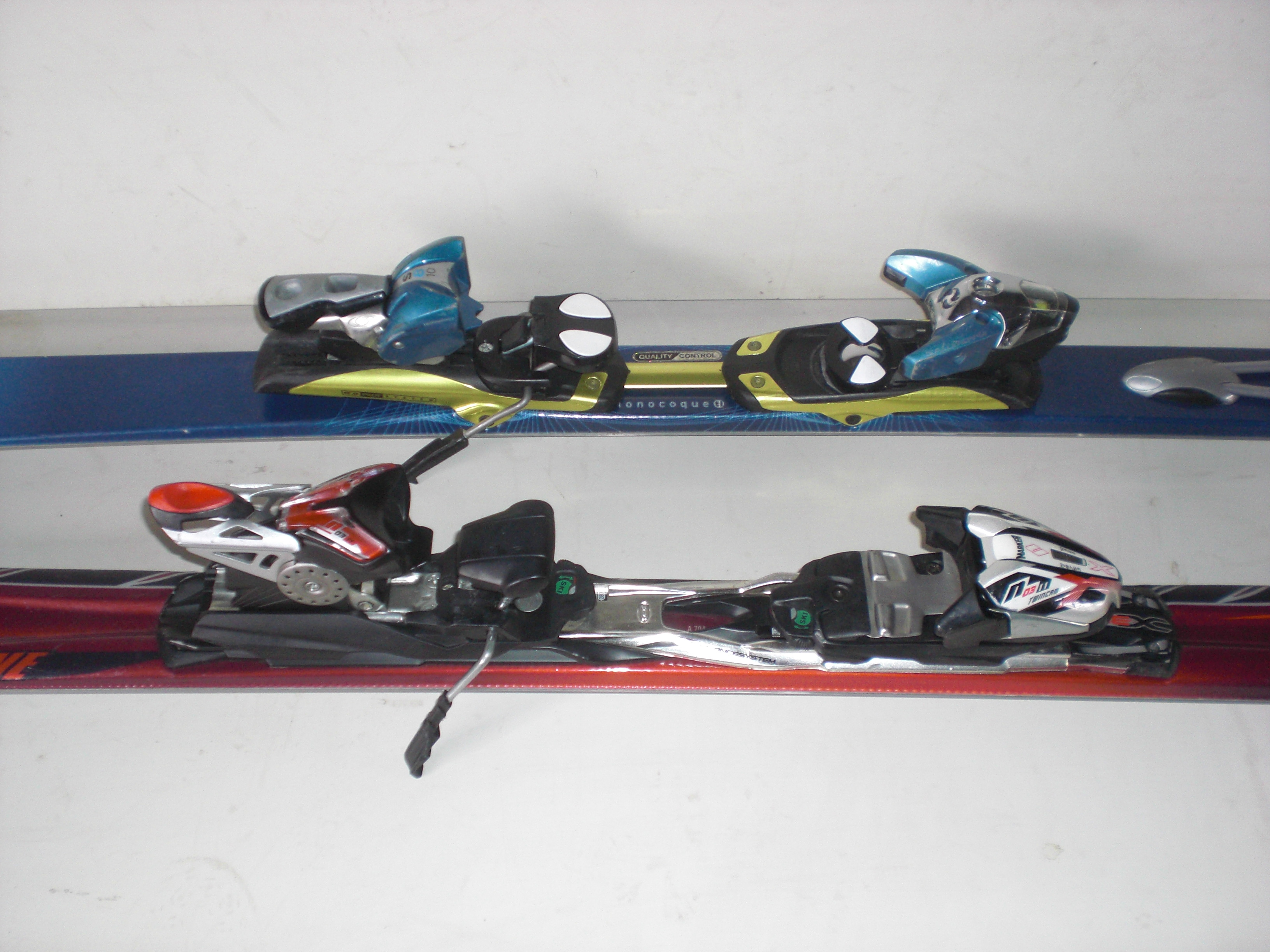
トーピース・ヒールピース一体型ビンディングの一例

爪先を固定するトーピースと、かかとを固定するヒールピースからなる。ビンディングとスキー板は、直接あるいはプレートを介してトーピースとヒールピースがそれぞれ別に固定されるものが多いが、トーピースとヒールピースが別の部品を介して一体のものとなっていて、その部品がスキー板と固定される場合もある。これはスキー板に直接取り付けた場合にトーピースとヒールピースの間にあるスキー板部分のたわみが阻害されるため、取り付け位置をそれぞれ独立させてスキーのたわみ性能を十分に引き出すためにあり、プレートにも同様の役割を持つ物がある。また直接スキーに取り付けない事でトーピースとヒールピースそれぞれの位置を動かす事が出来るビンディングも存在し、スキーブーツのサイズが変わった際の対応や、スキー板に載る位置を変えるなどが出来る。
アルペンスキーでの現在の主流は、ステップイン式とターンテーブル式に二分される。どちらもトーピースは同様の機構となっていて、ブーツの爪先のコバを前上左右から固定する。固定部材は上下軸によって左右に動くのだが、左右の力に対してはばねの弾性で一定の力までは耐えるが、それを越えると解放する。上方向や斜め方向の力については、とくに考慮していないものと、解放するものとがある。
ヒールピースは、ブーツのかかとのコバを上から抑えつけて固定する。ステップイン式は、ブーツを固定している部材が左右軸によって前方向に倒れることでブーツのかかとのコバを上から固定し、またヒールピースの位置によって後方からも固定する。固定された部材はばねの力で引っ張られており、指定された強度を越える力がかかることで解放する。ターンテーブル式は、ヒールピース全体が上下軸で動くターンテーブルの上に乗っていて、左右に少し動くことが特徴となっている。ブーツを固定する部材は左右軸によって動くが、ステップイン式とは異なり、部材を持ち上げた状態で上後方から圧縮されたばねの伸長力で固定する。
両方式について、ターンテーブル式のほうが正確に解放するとも言われるが、ステップイン式のほうが扱いやすさに優るため、市場のシェアはステップイン式のほうが大きい。しかし上級者を中心としてターンテーブル式にも根強い支持があり、両方式とも用いられている。なお、現在ターンテーブル式は準競技用モデルが残るのみとなっている。

### スノーボード

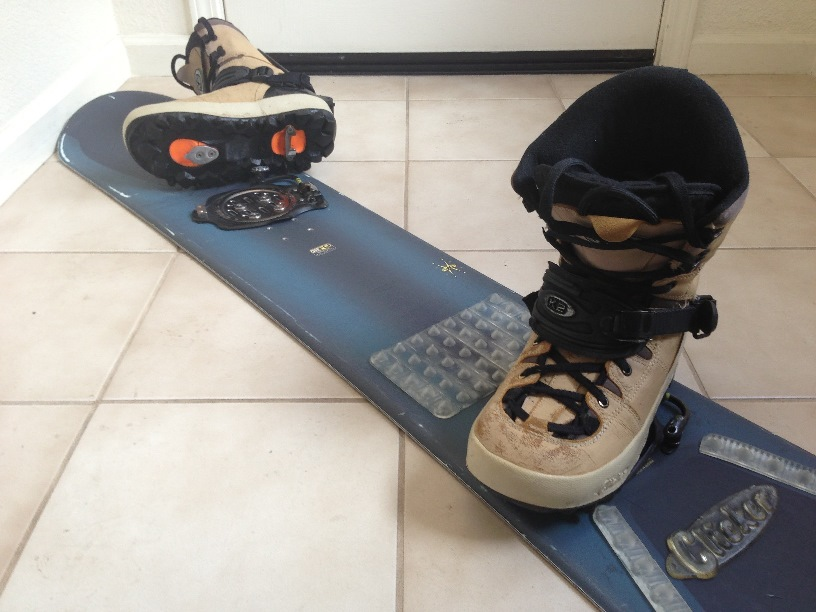
ステップ・インのスノーボードビンディング

バートン、FLUXなどが有名なメーカーである。フリースタイルではステップ・インとストラップ・イン、アルペンではクリップとステップ・インがある。

## 自転車用

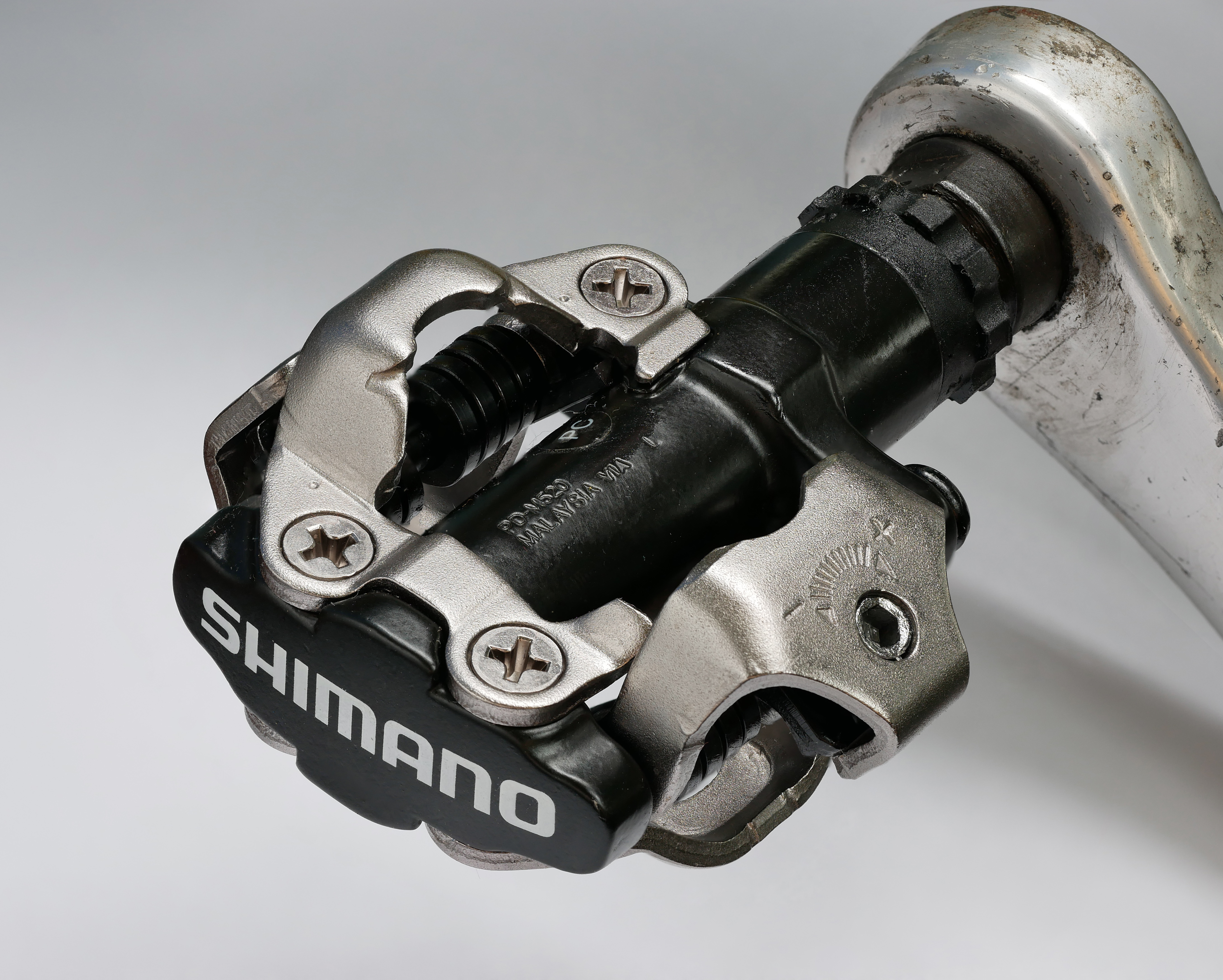
シマノのビンディングペダル

自転車においてビンディングとは、スポーツ自転車用のペダルに、トークリップとストラップによらず靴を固定する機構のこと。ロードバイク（オンロード）用と、マウンテンバイク（オフロード）用がある。
1984年、スキー用ビンディング製造メーカーのルック社がアルペンスキーのビンディングの技術を基に、足を捻るだけで外れるビンディングペダルを開発し市場を席巻した。この成功はその後、シマノ、タイム、カンパニョーロと、さまざまなメーカーが続々と独自の着脱機能を持ったビンディングペダルを発表するきっかけとなった。